# Битон, Изабелла
Изабелла Мэри Битон (в девичестве Мейсон, более известна как Миссис Битон; 12 марта 1836 — 6 февраля 1865) — британская домохозяйка, кулинарка и писательница, автор ставшей знаменитой книги по кулинарии и домоводству Mrs Beeton’s Book of Household Management, впервые опубликованной в 1861 году; иногда считается первым или одним из первых кулинарных писателей.
Родилась в Чипсайде, Лондон, воспитывалась матерью, так как её отец умер ещё в период её раннего детства. В скором времени её мать вышла замуж за клерка ипподрома и переехала к нему в Эпсом. Среднее образование она в течение нескольких лет получала в Германии, где также научилась хорошо играть на пианино, затем вернулась на родину. Её отчим имел четырёх детей от своего первого брака, а всего в семье был двадцать один ребёнок, из которых Изабелла была самой старшей, ввиду чего мать с ранних лет привлекала её к различным домашним делам, в первую очередь к готовке еды.
В 1856 году Изабелла была выдана замуж за издателя Сэмуэля Битона, спустя год родила сына, вскоре скончавшегося; спустя два года родила ещё одного ребёнка, умершего в 1861 году от скарлатины; ещё двух сыновей родила в 1863 и 1865 годах. В самом конце 1850-х годов Битон решила письменно зафиксировать накопленный ей опыт в кулинарии и различных аспектах домашнего хозяйства и начала писать множество статей на данные темы, которые печатались в журналах, издаваемых её мужем, и имели большой успех. В 1861 году все эти статьи были собраны в одну книгу, полное название которой звучало как The Book of Household Management, comprising information for the Mistress, Housekeeper, Cook, Kitchen-Maid, Butler, Footman, Coachman, Valet, Upper and Under House-Maids, Lady’s-Maid, Maid-of-all-Work, Laundry-Maid, Nurse and Nurse-Maid, Monthly Wet and Sick Nurses, etc. etc.—also Sanitary, Medical, & Legal Memoranda: with a History of the Origin, Properties, and Uses of all Things Connected with Home Life and Comfort. и которая сразу же получила широкую известность. Книга касалась не только кулинарии, но из 1112 её страниц более 900 было посвящено именно приготовлению различных блюд.
Скончалась от родильной горячки после рождения своего четвёртого ребёнка, была похоронена на Уэст-Норвудском кладбище в Лондоне. Её книга до сих пор признаётся наиболее масштабным источником по британской кухне викторианской эпохи; кроме того, она, по некоторым сведениям, является первым автором рецептов, который стал перечислять ингредиенты, необходимые для приготовления конкретного кушанья, в начале описания самого рецепта.